# معهد دبي القضائي
معهد دبي القضائي، هي مؤسسة عامة تتمتع بالشخصية الاعتبارية والأهلية القانونية، أنشأت لرفد المؤسسات القضائية والعدلية والقانونية في دولة الإمارات بالموارد البشرية المؤهلة، وإعداد وتأهيل الكوادر الوطنية من أبناء دولة الإمارات لتولي أعمال القضاء والنيابة العامة.
تأسس المعهد بموجب القانون رقم (1) لسنة 1996م الصادر من حاكم دبي وتعديلاته ويتبع للمجلس القضائي لإمارة دبي.

## أهمية المعهد
يُسهم المعهد في تقديم تجربة رائدة في التدريب والتطوير القضائي والمساهمة في نشر المعرفة القانونية للمجتمع، وبالتالي إعداد وتأهيل الكوادر الوطنية من أبناء دولة الإمارات لتولي أعمال القضاء والنيابة العامة، ويتمّ توفير بيئة تعليمية وتدريبية تدعم الاحتياجات المستقبلية لأعضاء السلطة القضائية وأعوانهم، وتعزز القـدرات الوظيفية ورفع مستوى الكفاءة والإنتاجية فـي العمل القضائي. ويلتزم المعهد بتحقيق التميز المؤسسي والكفاءة التشغيلية عبر تطبيق الممارسات الإدارية والتقنيات الرقمية، وتطوير شــبكة المتعاملين في قطاعات متعددة والسعي لبناء علاقات وشراكات استراتيجيّة مستدامة ترسّخ دور المعهـد محلياً وإقليمياً.

## دورات معهد دبي القضائي التدريبية والبرامج التأهيلية
ينظم معهد دبي القضائي دورات وبرامج تأهيل وتدريب تشمل:
- برامج أعضاء السلطة القضائية: تستهدف أعضاء السلطة القضائية وأعوانهم
- برامج توعية المجتمع: تستهدف أفراد المجتمع لرفع مستوى وعيهم القانوني
- برامج الجهات الحكومية: تستهدف الجهات الحكومية
- الحلقات النقاشية للقانونيين: تستهدف أفراد المجتمع القانوني لتعريفهم بالتحديثات المتعلّقة بالقوانين المحلية
- برامج التعليم المستمر: تستهدف القانونيين وخرّيجي القانون لتعريفهم بمستجدات التكنولوجيا والمعرفة من الناحية القانونية

## المجلس العلمي
هو الجهاز المختص بدراسة وإبداء الرأي بكل ما يتصل بالشؤون التعليمية والتدريبية في المعهد، ويتضمن :
- القاضي الدكتورة ابتسام علي البدواوي مدير عام معهد دبي القضائي رئيس المجلس العلمي
- القاضي محمد جاسم الشامسي رئيس محكمة التركات بمحاكم دبي عضو المجلس العلمي
- القاضي محمود فهمي سلطان القاضي بمحاكم دبي عضو المجلس العلمي
- المستشار الدكتور تاج السر محمدجهاز التفتيش القضائي بدبي عضو المجلس العلمي

- المستشارأحمد العطار رئيس نيابة أول - النيابة العامة بدبي نائب رئيس المجلس العلمي
- الدكتور بكري عبدالله حسن المحامي العام الأول - النيابة العامة بدبي عضو المجلس العلمي
- القاضي سعد زويل القاضي بمحاكم دبي

## إصدارات معهد دبي القضائي
تتمثّل إصدارات المعهد القضائي دبي التي يمكن الحصول عليها من دار النشر بمقر المعهد في:
- سلسلة من الكتب والمؤلفات والأبحاث الأكاديميةلنخبة من رواد الفكر القانوني والقضائي من داخل وخارج الدولة
- مجلة معهد دبي القضائي العلمية المحكمة
- مجلة المعهد الفصلية
- مجلة الإمارات للقانون

## إنجازات
- عام 2023 أعلن معهد دبي القضائي، افتتاح فرعه الافتراضي عبر تقنية «الميتافيرس»، ما يؤكد مواكبة المعهد لأفضل الممارسات المتبعة في مجال التدريب والتطوير القانوني والقضائي،[8]

- عام 2024 أطلق معهد دبي القضائي "منصّة دبي القضائيّة للتدريب”،التي صممت لتكون بوابة متكاملة للبرامج التدريبية التي يعقدها المعهد، بما يتيح للمتدربين إدارة محتوى التعلّم الذاتي وتحقيق أقصى استفادة ممكنة من التدريب[9]
- عام 2024 أطلق معهد دبي القضائي منصة “مسرح الجريمة الافتراضي في الميتافيرس”، والذي يعزز مجال التدريب العملي والتطبيقي لأعضاء النيابة العامة في إمارة دبي، بهدف تعزيز مهاراتهم في إجراء المعاينات في الجرائم الجنائية والتعامل مع الأدلة في مسرح الجريمة.[10]

## تقييمات وجوائز
- جائزة "درع التميز للتدريب القضائي العربي" لعام 2024 والتي يمنحها المركز العربي للبحوث القانونية والقضائية لأحد المعاهد القضائية العربية المتميزة.[11]
- عام 2018 حصل معهد دبي القضائي،على شهادة (الأيزو 22301) لنظام إدارة استمرارية الأعمال من المعهد البريطاني للمعاييرBSI.[12]

## مسابقة أبحاث المستقبل
أعلن معهد دبي القضائي إطلاق مسابقة أبحاث المستقبل، تأكيداً على التزامه بتعزيز الابتكار في المنظومة القانونية والقضائية .وتفتح المسابقة المجال أمام الباحثين والقانونيين للمشاركة في فئتين رئيسيتين: فئة الكتب وفئة البحوث العلمية وتغطي المسابقة محاور متعددة تشمل الذكاء الاصطناعي والأمن السيبراني، وعلوم الفضاء، والبيئة (التنمية المستدامة والاقتصاد الأخضر)، إضافة للاقتصاد (الشركات الناشئة ومجمعات الأعمال).

## روابط خارجية
الموقع الرسمي للمعهد